# Never Back Down - Mai arrendersi
Never Back Down - Mai arrendersi (Never Back Down) è un film del 2008 diretto da Jeff Wadlow.

## Trama
Jake Tyler è un giovane studente che, assieme alla madre e al fratello minore Charlie, si trasferisce dall'Iowa a Orlando, in Florida, per permettere a quest'ultimo di iscriversi ad una prestigiosa scuola di tennis. La situazione familiare è tesa, sia per il brusco cambio di vita che per la recente scomparsa del padre, morto in un incidente stradale per il quale Jake si sente in colpa non avendo impedito al genitore di guidare; Jake stesso gode inoltre di una pessima reputazione in quanto, dopo essere stato provocato durante una partita di football, ha scatenato una rissa che è diventata subito virale.
Alla nuova scuola Jake conosce l'affascinante Baja Miller e successivamente il suo fidanzato Ryan McCarthy, un giovane di famiglia benestante appassionato di arti marziali miste; dopo averlo invitato ad una festa a casa sua la sera stessa, curioso di scoprire quanto Jake sia forte, Ryan lo sfida davanti a tutti dopo averlo provocato facendo riferimento alla morte di suo padre e gli infligge una sonora batosta. Il giorno dopo, Max Cooperman, un giovane anche lui appassionato di MMA che Jake aveva incrociato a scuola (aiutandolo durante un combattimento con un amico di Ryan), gli parla del maestro Jean Roqua, il suo allenatore, e lo invita a presentarsi alla sua palestra.
Jean intuisce subito il potenziale di Jake, ma anche la rabbia che lo pervade, e quindi gli impone di non combattere fuori dalla palestra: Jake viola tale regola e Jean inizialmente lo caccia, ma poi lo riammette quando i due hanno modo di raccontarsi le proprie storie. Nel frattempo le provocazioni di Ryan continuano, anche perché Baja e Jake sono sempre più vicini e anzi finiscono con il mettersi insieme, e culminano con l'invito di Ryan a Jake a partecipare al "Beat Down", un torneo clandestino di MMA che Ryan ha già vinto in passato. Jake, che inizialmente aveva accettato di partecipare, decide di rinunciare alla competizione perché ha deciso di lasciarsi alle spalle la rabbia dopo aver migliorato i rapporti col suo allenatore, sua madre e Baja.
Dopo aver scoperto che Jake non parteciperà, Ryan invita Max a casa sua amichevolmente, per poi picchiarlo brutalmente e scaricarlo davanti alla casa di Jake, solo per farlo arrabbiare. Jake porta Max in ospedale e poi prende la sua auto per andare al Beat Down e chiudere la questione con Ryan. Jean lo avvisa che non gli concederà un'altra opportunità se combatterà di nuovo fuori dalla palestra, al che Jake gli fa capire che non combatterà per vendicare Max, bensì perché concedendo a Ryan il combattimento finirà tutto, indipendentemente da chi vincerà. Jake sprona inoltre Jean a tornare nel suo paese natio, il Brasile, per riallacciare i rapporti con suo padre, bruscamente troncati da quest'ultimo dopo la morte di suo fratello. Colpito dalle parole del suo allievo, Jean gli dà il tacito permesso di combattere, ricordandogli di fare attenzione. Non volendo mentire alla madre, Jake le fa capire che sta andando ad un combattimento e lei lo lascia andare.
Durante il torneo Jake arriva alle semifinali ma Ryan viene squalificato. Non essendo interessato al torneo ma solo a confrontarsi con Ryan, Jake si ritira, ma viene raggiunto al parcheggio da quest'ultimo: ne segue una dura lotta dalla quale Jake riesce finalmente a uscirne vincitore. Da quel momento la situazione migliorerà per tutti, tra Jake e Ryan le ostilità sono cessate e Jean deciderà di chiudere la palestra e di seguire il consiglio di Jake di tornare in Brasile per riconciliarsi col padre.

## Produzione
Il film era originariamente intitolato Get Some e la sua produzione è stata annunciata durante dicembre 2007.
Le principali ambientazioni sono state filmate in Florida, nella downtown di Orlando e nelle località Sanford e Clermont, altre sequenze sono state riprese alla "Sycamore High School" e a Pleasant View (Tennessee); le riprese sono iniziate il 16 luglio 2007.
Gli ambienti del liceo nel film sono stati filmati alla "Cypress Creek High School", tranne la scena d'apertura in cui viene mostrata la maxirissa sul campo da football, che è stata girata alla "East Ridge High School".
Il titolo è stato cambiato su volontà delle case di distribuzione, poiché Get Some poteva riferirsi a un doppio senso in un contesto sessuale.
L'attore Sean Faris si è dimostrato molto portato nella lotta ma poco nelle tecniche di combattimento in piedi a differenza dell'attore Cam Gigandet che essendo cintura nera di Taekwondo non ha avuto nessuna difficoltà nelle sequenze di combattimento.

## Distribuzione
Il film è stato distribuito nel circuito cinematografico degli Stati Uniti d'America a partire dal 14 marzo 2008, e in Italia dal 28 novembre dello stesso anno.
Le edizioni per il mercato home video in DVD e Blu-Ray Disc sono state commercializzate negli USA dal 29 luglio 2008. Entrambe le pubblicazioni si compongono di due diverse versioni, una a disco singolo e una a due dischi.
La versione DVD a due dischi contiene negli extra una versione non censurata e prolungata chiamata "Extended Beat Down" e materiale tagliato per rispettare il Rating PG-13.

## Sequel
Nell'agosto 2011 è uscito il sequel Never Back Down - Combattimento letale diretto da Michael Jai White, nel 2016 è uscito Never Back Down - No Surrender e nel 2021 è uscito Never Back Down - La rivolta.